# Земная станция

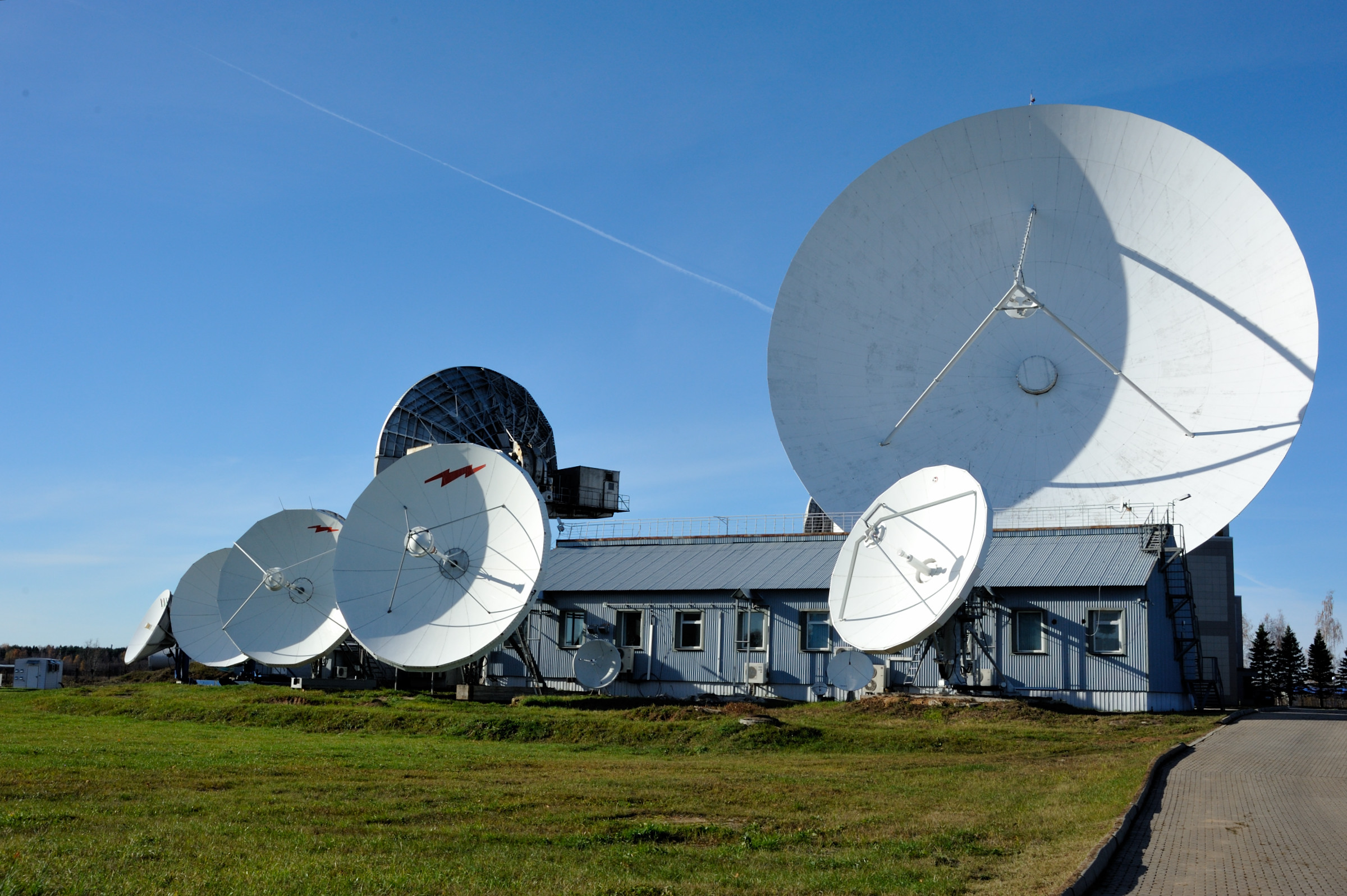
Центр космической связи «Дубна»

Земна́я ста́нция (англ. Earth station) — согласно определению Международного союза электросвязи — станция космической службы связи, расположенная на поверхности Земли (включая морские суда) или на летательном аппарате в пределах атмосферы, ниже границы космоса. Земная станция взаимодействует с космическими станциями, установленными на борту космических аппаратов, или с другими земными станциями через расположенные в космосе ретрансляторы. Термин «земная станция» используется с конца 1960-х годов и принят для отличия от наземной станции, работающей в сети наземной радиосвязи и не использующей космические аппараты.
Земные станции, используемые в системах космической связи, можно разделить на два больших класса — станции применяемые для контроля и управления космическими аппаратами и связи с ними (англ. TT&C - tracking, telemetry, and command) и станции сетей спутниковой связи, используемые для передачи информации между ними через специализированные телекоммуникационные спутники. В состав земной станции, в самом общем виде, входят средства космической связи (антенна с приёмным и/или передающим оборудованием), каналообразующее оборудование, осуществляющее передачу информации по радиоканалу, средства обработки данных и аппаратура сопряжения для передачи информации по наземным сетям. Конкретный состав и устройство оборудования земных станций варьируется в очень широких пределах в зависимости от выполняемых задач, расстояния до космического аппарата и типа его орбиты.

## История
Станции космической связи появились в конце 1950-х годов для работы с космическими аппаратами, запускаемыми на околоземные орбиты и в дальний космос. Первоначально такие станции входили в состав командно-измерительных комплексов, осуществляющих слежение за космическими аппаратами, приём с них телеметрических и прикладных данных и передачу команд, уставок и программ. Для передачи телевизионных программ, телефонной и телеграфной связи через первые телекоммуникационные спутники также использовались оборудование и возможности командно-измерительных станций. С середины 1960-х годов спутниковая связь стала активно развиваться как отдельная отрасль. Стали создаваться спутниковые сети и системы, обеспечивающие магистральные каналы связи и вещания на глобальные расстояния, такие как американская «COMSAT», советская «Орбита», международная «Intelsat», для которых разрабатывались и строились специальные земные станции. В 1970-е годы началась установка мобильных земных станций, обеспечивающих глобальную телефонную связь, на судах, а потом и на других подвижных объектах. С 1980-х годов началось освоение для спутниковой связи высокочастотного Ku-диапазона, что позволило существенно уменьшить размеры антенн и стоимость земных станций. В 1990-е годы произошёл переход от аналоговой спутниковой связи и вещания к цифровым и началось массовое распространение земных станций как в области индивидуального ТВ-приема, так и передачи данных. В 2010-е годы, в результате освоения ещё более высокочастотного Ka-диапазона и появления связных спутников высокой пропускной способности (англ. HTS), стоимость спутниковой связи значительно снизилась, что привело к резкому росту количества абонентских земных станций. Следующий виток массового использования земных станций спутниковой связи может быть связан с развитием низкоорбитальных систем высокой пропускной способности, таких как Starlink и OneWeb.

## Управляющие и контрольно-измерительные станции

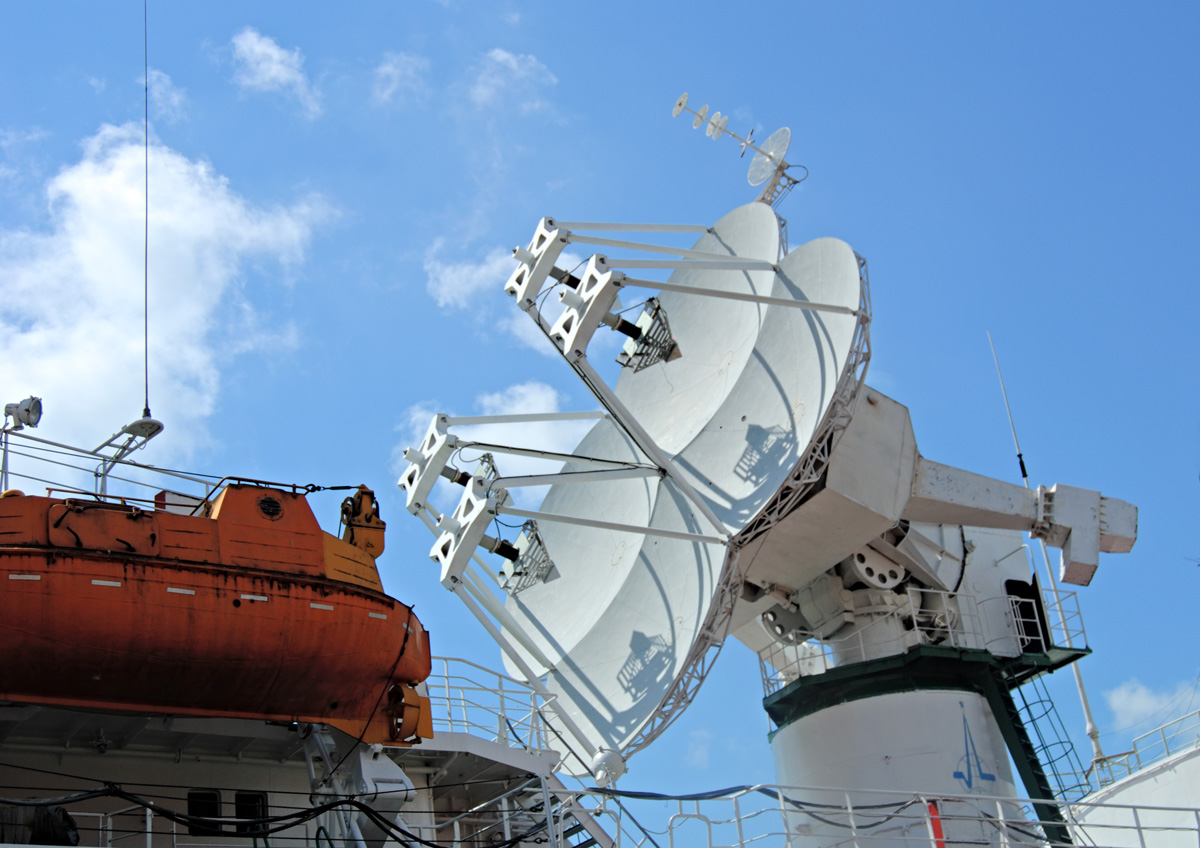
Станция приёма телеметрии на судне «Космонавт Виктор Пацаев»

Земные станции служебного управления и контроля предназначены для приёма телеметрической информации с космических аппаратов, передачи на КА управляющих воздействий и программ, проведения траекторных измерений (измерения угловых координат аппарата и дальности до него), контроля состояния и функционирования полезной нагрузки аппарата во время проведения лётных испытаний и в процессе эксплуатации. Такие станции входят в состав Командно-измерительного комплекса — совокупности средств и служб, с помощью которых осуществляется управление полётом ракет-носителей и космических объектов. Пункты командно-измерительного комплекса могут быть расположенными на суше, на судах или на борту самолётов. В составе контрольных станций владельцев спутниковых группировок и надзорных органов работают также средства геолокации земных станций спутниковой связи и поиска источников помех в спутниковых сетях.

### Станции дальней космической связи

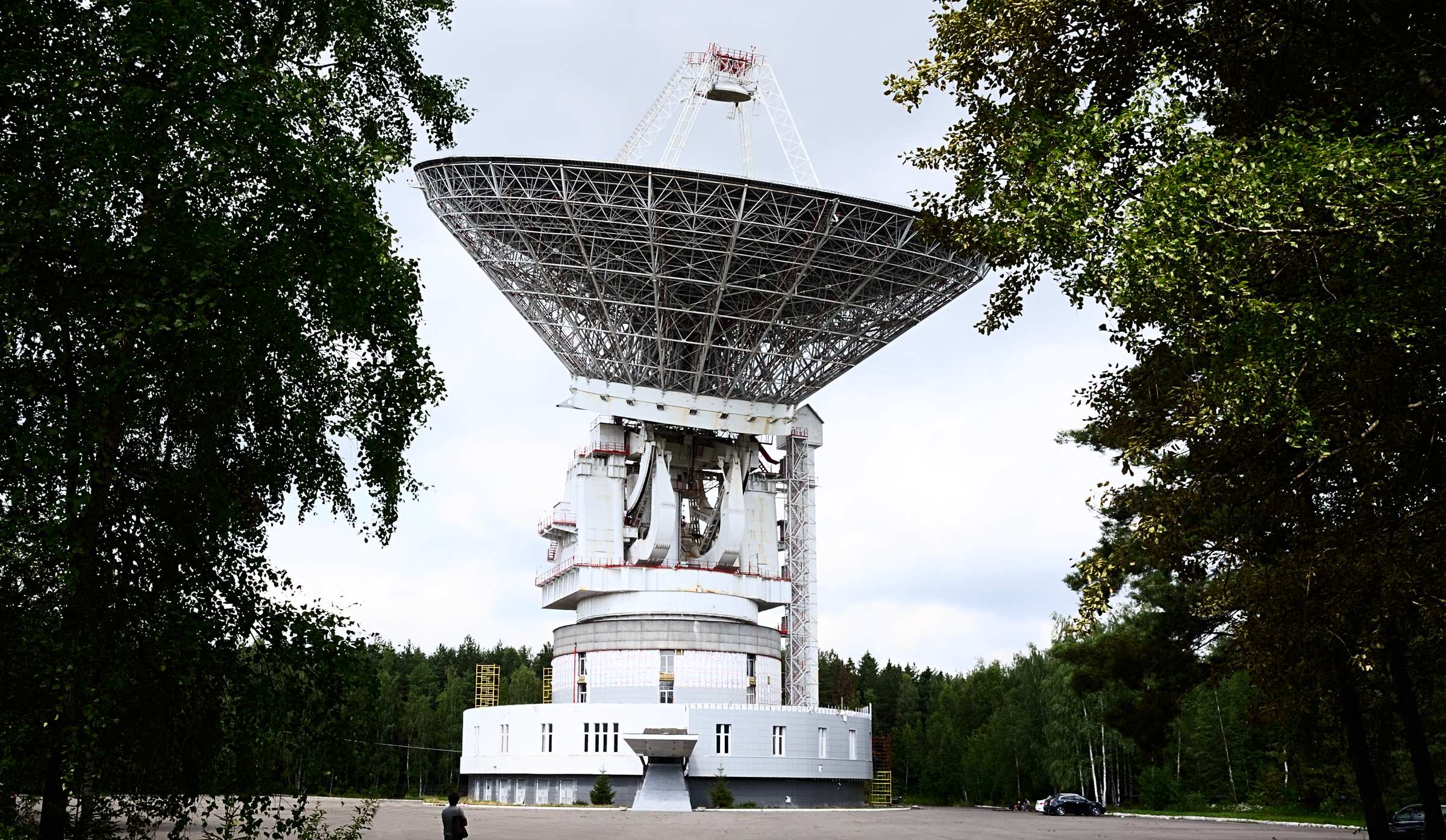
Радиотелескоп РТ-64 использовался для связи с АМС

Станции дальней космической связи предназначены для радиосвязи между центрами управления и космическими аппаратами, находящимися на значительном удалении от Земли. Для того, чтобы обеспечить приём слабых сигналов от космических аппаратов и передачу информации на космические расстояния, такие станции оснащаются зеркальными антеннами большого размера, обеспечивающими высокое усиление сигнала, мощными передатчиками и высокочувствительными малошумящими приёмниками.

## Станции сетей спутниковой связи
Типы земных станций спутниковой связи (ЗССС) и области их применения очень разнообразны и номенклатура их крайне широка. Можно разделить ЗССС по оказываемым услугам (передача и приём видеоинформации, данных, речи и т. п.), по исполнению (стационарные, портативные, передвижные, подвижные), по роли в спутниковой сети (абонентские, магистральные, центральные), по способу организации связи (приёмные, приёмопередающие, только передающие), диапазону рабочих частот (UHF, L-диапазон, S-диапазон, C-диапазон, X-диапазон, Ku-диапазон, Ka-диапазон), по типу орбиты используемых для связи космических аппаратов (геостационарная, высокоэллиптическая, средняя и низкая). Для потребителей услуг связи наибольший интерес представляют абонентские земные станции, облик которых определяют главным образом два признака. Первый — тип используемой орбиты, и, соответственно, удаленность станции от спутника-ретранслятора и необходимость его сопровождения антенной. Второй — принадлежность земной станции к одной из основных спутниковых служб: фиксированной, телерадиовещательной или подвижной.

### Станции вещательной спутниковой службы

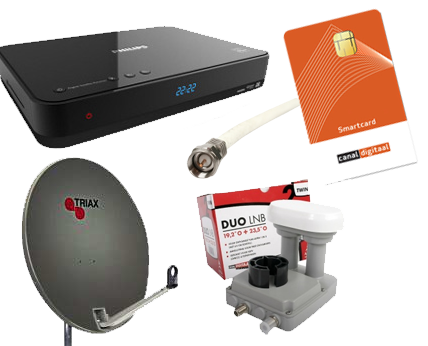
Приёмный комплект спутникового ТВ

Абонентские станции телерадиовещательной службы (РСС) — это устройства, принимающие теле- и радиопрограммы, вещаемые через спутники связи. Современное спутниковое вещание осуществляется через геостационарные аппараты, неподвижные относительно земного наблюдателя, что позволяет использовать сравнительно простые антенные системы, однократно наводимые на спутник и не требующие последующего его сопровождения. Приёмные станции спутникового вещания работают и в распределительных сетях, доставляющих программы на региональные телецентры и далее по местным наземным сетям к потребителям, и в сетях непосредственного вещания, доставляющих контент на индивидуальные приемники и головные станции кабельных сетей.
Приёмные станции спутникового вещания включают антенну, приемный усилитель-конвертер, кабельную трассу и спутниковый приёмник (ресивер). При индивидуальном приёме ресивер устанавливается непосредственно у абонента (может быть частью телевизора или компьютера), а на телецентрах и головных станциях ресиверы входят в состав их оборудования. Станции приёма непосредственного вещания работают в диапазоне Ku и оснащаются антеннами размером от нескольких десятков сантиметров до полутора метров. Станции распределительных сетей используют также более низкочастотный диапазон С, как более устойчивый к погодным условиям, и антенны бо́льшего размера.

### Станции фиксированной спутниковой службы

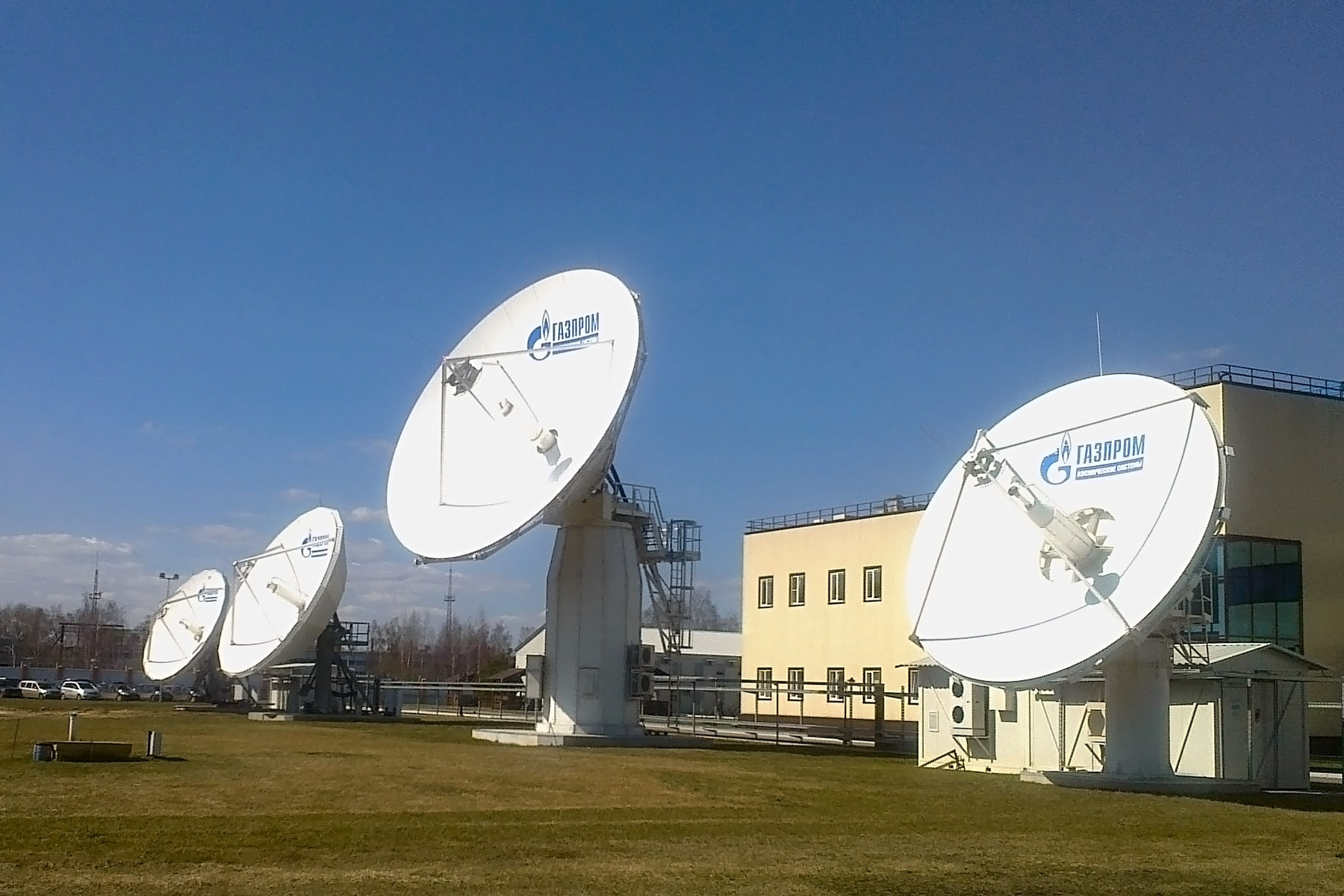
Газпром космические системы. Телекоммуникационный центр «Щелково»

К фиксированной спутниковой службе (ФСС) относятся земные станции, стационарно установленные в заданном месте или изменяющие своё местоположение в пределах заданной зоны. Станции ФСС осуществляют приём и передачу данных через геостационарные спутники в диапазонах С (4/6 ГГц), Ku (11/14 ГГц) и Ka (20/30 ГГц) и должны удовлетворять требованиям Регламента радиосвязи. В зависимости от назначения и потоков передаваемой информации земные станции этого типа принято разделять на магистральные или центральные (ЦЗС) и малые (VSAT, МЗС).

#### Магистральные земные станции
Магистральные земные станции (используется также название «телепорт») работают в системах международной, магистральной и зоновой связи и организуют вещание мультиплексов, многоканальную телефонную связь, высоскоростную передачу данных и радиальные каналы «центр — периферия». Параметры и стоимость магистральной станции во многом зависят от её антенной системы. Чем больше диаметр антенны, тем выше её стоимость и пропускная способность станции. Антенны магистральных станций оснащаются системами слежения, удерживающими их в направлении спутника на ГСО или непрерывно наводящими на требуемый негеостационарный спутник. В состав магистральных станций входят также приёмные и передающие усилители-конвертеры, волноводные и кабельные трассы, каналообразующее оборудование, обеспечивающее передачу информации по радиоканалу, системы электропитания, средства сопряжения с магистральными наземными сетями.

#### Малые земные станции

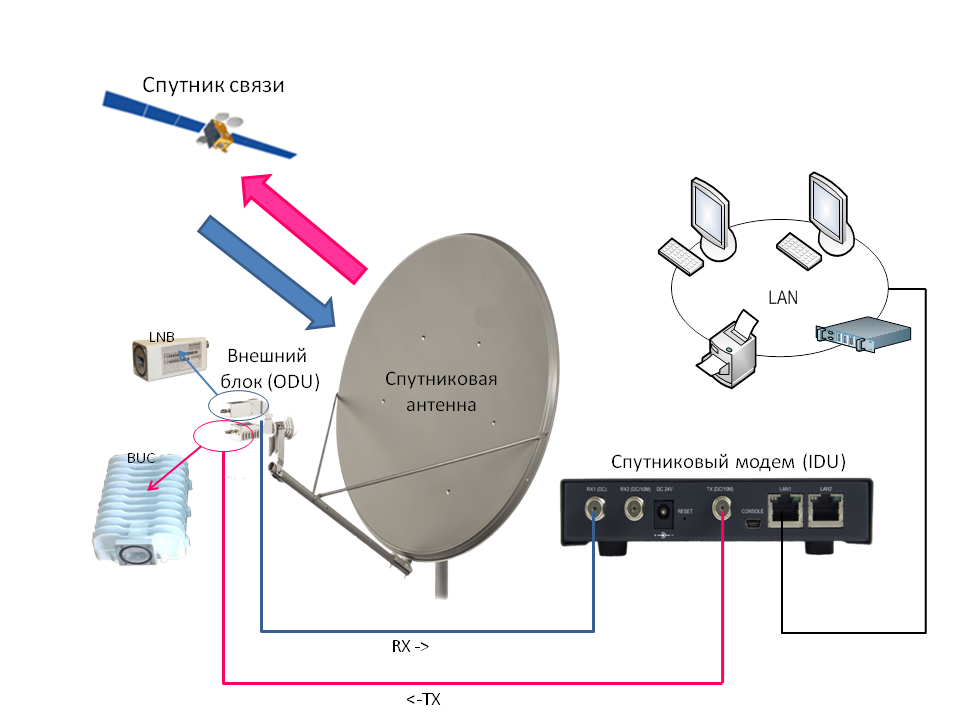
Состав станции VSAT

Малые земные станции, именуемые также VSAT (англ. Very Small Aperture Terminal) широко используются в качестве абонентских в ведомственных и корпоративных сетях и для подключения к спутниковому интернету. Такие станции имеют антенны небольшого размера, типично — до одного метра для диапазона Ka, до полутора метров для Ku и до 2.5 метров для С. Наиболее распространенный режим работы малых станций — «звезда», где обмен информацией происходит только между абонентами и центром, но существуют и полносвязные (mesh) сети VSAT. В состав станций VSAT входит спутниковая антенна, приёмный и передающий усилители-конвертеры, кабельные трассы и спутниковый модем, обеспечивающий передачу данных от наземного оборудования.
Станции VSAT могут быть как стационарными, так и входящими в состав мобильных комплексов — переносных или передвижных, для работы с остановок. Существуют и подвижные станции VSAT, предназначенные для работы на судах, автомобилях, самолётах, поездах. Такие станции, с одной стороны, обеспечивают связь в движении, а с другой — работают в тех же сетях, что и станции фиксированной службы. Подвижные станции VSAT используют антенны, способные непрерывно отслеживать и сохранять направление на спутник, моторизованные или с электронным наведением.
Непрерывное сопровождение спутника антенной требуется также для земных станций перспективных широкополосных низкоорбитальных сетей и является основной проблемой при их создании.

### Станции подвижной спутниковой службы

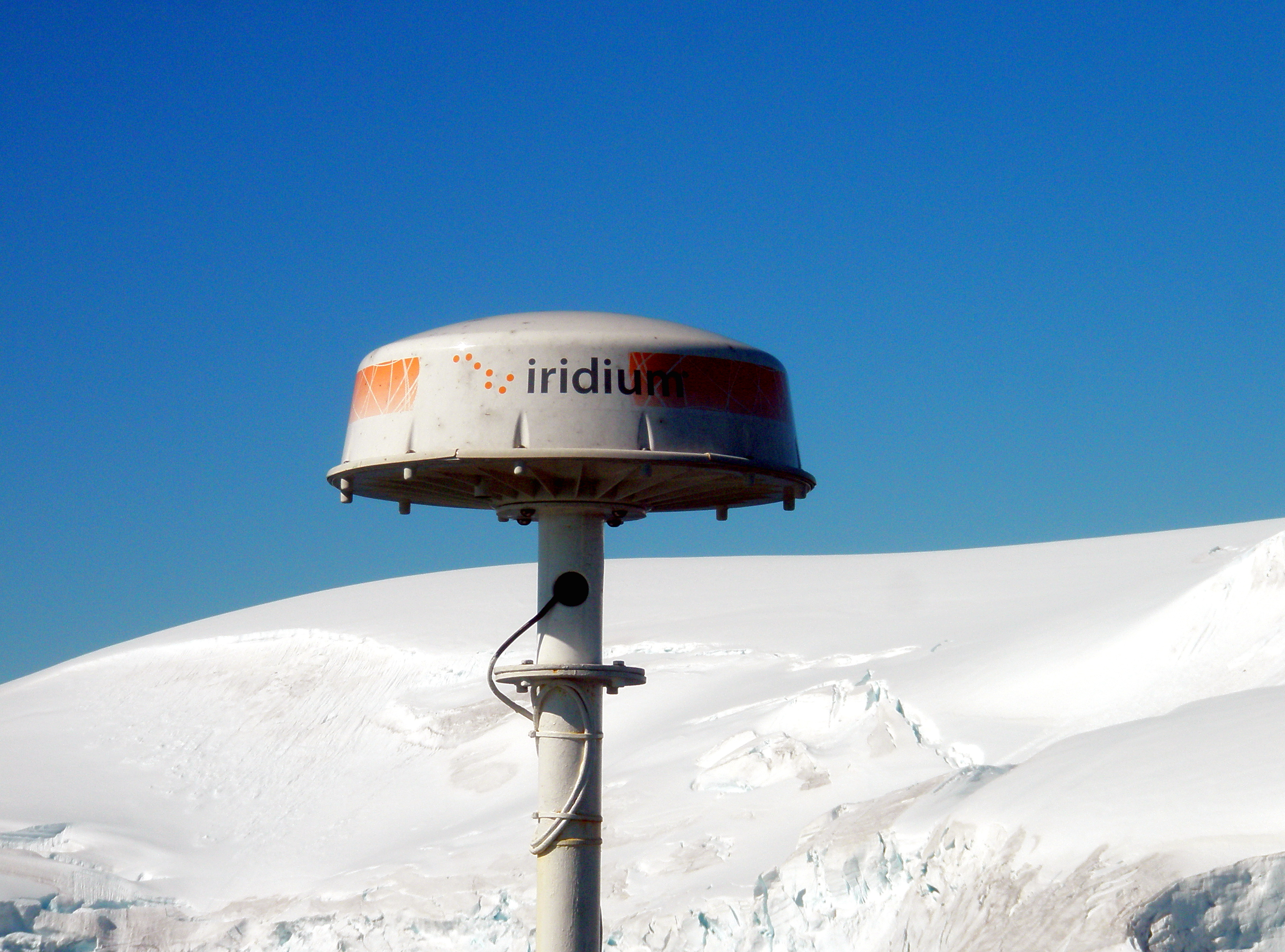
Терминал системы подвижной связи Iridium Pilot

К подвижной спутниковой службе (ПСС) относятся станции, предназначенные для работы в движении, носимые или устанавливаемые на транспортных средствах. Типичные примеры земных станций подвижной спутниковой связи — спутниковые телефоны и терминалы передачи данных систем Inmarsat, Iridium, Thuraya, буи системы Коспас-Сарсат, терминалы Гонец и Orbcomm и другие. Большинство станций подвижной спутниковой связи через геостационарные и низкоорбитальные космические аппараты работают в L-диапазоне, реже в диапазоне UHF и S-диапазоне, и используют слабонаправленные антенны, что позволяет отказаться от систем наведения и максимально упростить оборудование. Использование низкочастотных диапазонов и слабонаправленных антенн с низким усилением приводит к тому, что пропускная способность канала связи оказывается невысокой, поэтому такие системы ориентированы на передачу речи и/или низкоскоростных данных, а стоимость их услуг заметно выше, чем фиксированной спутниковой связи. Но, в то же время, им нет альтернативы при использовании носимых персональных средств, таких как спутниковые телефоны. Если же для подвижных объектов нужна скоростная передача данных, то они оснащаются VSAT-станциями диапазонов Ku и Ka, способными работать в сетях фиксированной связи и оснащенными антеннами с возможностью автоматического сопровождения спутника. В перспективе для этого будут применяться также станции широкополосных низкоорбитальных систем, таких как Starlink и OneWeb.